# مطار الجوف
مطار الجوف الأقليمي (إياتا: AJF، إيكاو: OESK) هو مطار إقليمي يبعد عن مدينة سكاكا عاصمة منطقة الجوف شمال السعودية حوالي 25 كم، يعود تاريخ إنشاء مطار الجوف إلى عام 1974، ويخدم العديد من محافظات منطقة الجوف ونحو 60 قرية ومركزا تابعين لها.

## خطوط وشركات الطيران
خطوط جوية توفر رحلات من وإلى مطار الجوف:
| شركـات طيـران          | الوجهات                                               |
| ---------------------- | ----------------------------------------------------- |
| العربية للطيران        | مطار الشارقة الدولي،ميناء القاهرة الجوي               |
| طيران ناس              | مطار الملك خالد الدولي                                |
| نسما للطيران           | ميناء القاهرة الجوي                                   |
| النيل للطيران          | ميناء القاهرة الجوي ، مطار سوهاج الدولي               |
| الخطوط السعودية        | مطار الملك عبد العزيز الدولي ، مطار الملك خالد الدولي |
| الخطوط الجوية الجورجية | مطار تبليسي الدولي                                    |